# بقري أبيض الشفة
البقري أبيض الشفة أو البيكاري أبيض الشفة (الاسم العلمي: Tayassu pecari) هو حيوان من أشباه الخنزير يعيش بأميركا الوسطى والجنوبية.